# Папский институт заграничных миссий
Папский институт заграничных миссий (англ. Pontificium Institutum pro Missionibus Exteris, PIME) — название католической мужской монашеской миссионерской конгрегации папского права.

## История
В 1850 году патриарх Венеции Анджело Франческо Рамаццотти основал миссионерскую организацию «Миланское общество заграничных миссий». На основе «Миланского общества заграничных миссий», папской семинарии святых апостолов Петра и Павла для заграничных миссий в Риме и при поддержке всех епископов Ломбардии 26 мая 1926 года была создана новая миссионерская организация, названная «Папским институтом заграничных миссий».

### Миланское общество заграничных миссий
Идею создания семинарии для образования будущих миссионеров впервые высказал Римский папа Григорий XVI после встречи с ординарием апостольского викариата в Китае Людовиком Марией де Бези, который высказал сожаление об отсутствии такого учебного заведения в Риме. Идею воплотил Римский папа Пий IX, который пригласил члена Парижского общества заграничных миссий епископа Жан-Фелис-Онесима Люквета основать в Милане миссионерское общество.
В 1847 году епископ Жан-Фелис-Онесим Люквет встретился с архиепископом Карлом Бартоломео Ромилли в монастыре облатов в присутствии настоятеля Анджело Франческо Рамаццотти. Совместными усилиями они 31 июля 1850 года основали в Саронно семинарию для подготовки миссионеров. 1 декабря 1850 года архиепископ Милана подписал указ о каноническом учреждении семинарии.
В 1852 году состоялся первый выпуск священников, которые были направлены в Малайзию и Микронезию. Первая миссия закончилась полной неудачей: один из посланных священников умер от тропической болезни, Джованни Маццуккони был убит туземцами, Карло Салерио вернулся в Гонконг. В последующие годы «Папским институтом заграничных миссий» были посланы миссионеры в Хайдарабад (в 1855 году), Бенгалию (в 1855 году), Гонконг (в 1858 году), Бирму (в 1867 году) и в китайскую провинцию Хэнань (в 1869 году).

### Папская семинария святых апостолов Петра и Павла
21 декабря 1871 года в Риме была создана священником Пьетро Аванцини «Папская семинария святых апостолов Петра и Павла для заграничных миссий». 21 июня 1874 года Римский папа Пий IX издал бреве Dum Ecclesiae naviculae, которым учредил устав этой семинарии.

### Объединение
26 мая 1926 года, после инициативы префекта Конгрегации пропаганды веры (сегодня — Конгрегация евангелизации народов) кардинала Виллема Маринуса ван Россума, Римский папа Пий XI выпустил motu proprio Cum missionalium opera, которым объединил «Миланское общество заграничных миссий» и «Папскую семинарию святых апостолов Петра и Павла для заграничных миссий» в единую организацию под названием «Папский институт заграничных миссий».

## XX век
Папский институт заграничных миссий в XX веке посылал своих миссионеров в различные страны мира. С 1936 года они занимаются миссионерской деятельностью в Эфиопии, с 1947 года — в Гвинее-Бисау, с 1967 года — в Камеруне, с 1972 года — в Кот-д’Ивуаре. В Бразилии они начали свою деятельность с 1946 года. После их изгнания в 1951 году из коммунистического Китая они стали работать в Японии, Таиланде и на Филиппинах. В 1947 году члены «Папского института заграничных миссий» в США.

## Святые конгрегации
- Крешителли, Альберико (1863—1900) — мученик.

## Настоящее время
С 1978 года был изменён устав организации, который разрешил принимать в конгрегацию епархиальных священников без принесения монашеских обетов. Организацией руководят генеральные супериоры. Общее число членов конгрегации по данным на 2012 год — 567 человек, из них 447 священников.

## Генеральные супериоры
- Paolo Manna (23.05.1926 — 16.03.1934);
- Lorenzo Maria Balconi (1934—1947);
- Luigi Risso (1947—1957);
- Augusto Lombardi (1957 — 30.01.1964);
- Aristide Pirovano (27.03.1965 — 1977);
- Fedele Giannini (1977—1983);
- Fernando Galbiati (1983—1989);
- Franco Cagnasso (1989—2001);
- Gian Battista Zanchi (1.07.2001 — по настоящее время).